# 二十二銀行

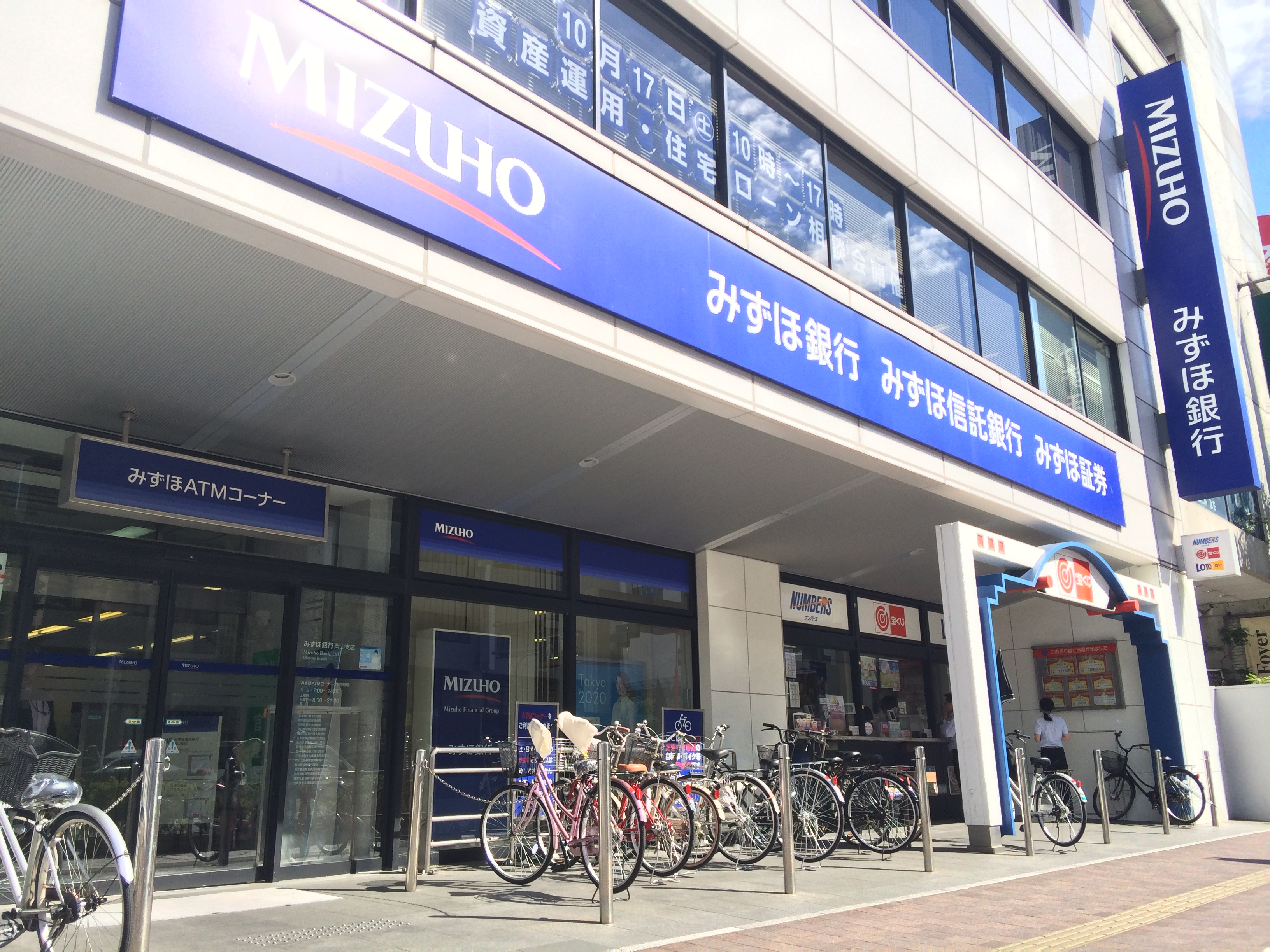
二十二銀行本店の流れを汲むみずほ銀行岡山支店。

二十二銀行（にじゅうにぎんこう）は、明治時代から大正時代にかけて岡山県岡山市にあった地方銀行。富士銀行（現みずほ銀行）の前身の一つである。明治期に国立銀行として設立され、私立銀行に転換後には岡山県を中心として香川県と広島県に支店を展開するなど、一時は地方銀行として全国屈指の規模を誇ったが、日清戦争後に発生した1901年の恐慌で経営状態が悪化し、安田財閥の救済を受ける形で安田銀行の系列銀行となった後に同行に合併された。

## 概要
1877年（明治10年）11月15日に新庄厚信、花房端連、河原信司、杉山岩三郎、村上長毅などの旧岡山藩の武士たちにより、金禄公債証書の利殖を目的として岡山県下備前国岡山区船着町71番地に開業した。
開業の経緯から当初は経営に関わる役員や株主の大半を池田家が占めていたが、明治10年代後半のデフレ不況によって同家は経営から全面撤退した。その後は預金に占める割合も下級士族や商業者、農業者（地主）や会社などの比重が高まっていき、貸付もデフレ不況以降は紡績をはじめ、海運、米商会所、物産、土地などを中心とした取引関係が主に人的関係を通じて形成されていった。特に岡山紡績と玉島紡績の営業成績好転や、山陽鉄道開通後の紡績・製糸・鉱山業の勃興、日清戦争時の戦時経済や戦後の景気上昇といった岡山県周辺の地域経済拡大に伴って銀行としての規模も大きく拡大した。またその産業資本や農業における地主制の形成に同行が与えた影響にも多大なものがあった。そして国立銀行として営業満期を迎えようとしていた頃には、第二十二国立銀行の資本金は150万円にも達し、岡山の多くの地場企業から普通民間銀行として同行の営業継続が強く要望されていた。また、1895年（明治28年）には各国立銀行の解散を懸念した同行幹部により、その際に当行の営業継続の受け皿となる（旧）中国銀行が設立された。
1897年（明治30年）1月1日、国立銀行営業満期前特別処分法により私立銀行に改組し、株式会社二十二銀行に改称の上営業を継続する。国立銀行時代に同行により設立された（旧）中国銀行は二十二銀行の改組により必要性が無くなったため、同年3月10日に二十二銀行に合併された。これより二十二銀行は地方銀行としては屈指の規模にまで成長したが、1901年（明治34年）の恐慌によって大きな被害を受け、同年7月に安田財閥の援助を受ける形で安田銀行の系列銀行となった。その後1921年（大正10年）4月30日に牛窓銀行を、同年9月30日に井原銀行をそれぞれ合併し、末期には岡山県を中心に香川県及び広島県に21店舗を有するまでに成長した。
1923年（大正12年）11月1日に、安田系列11行の大合同に参加する形で株式会社保善銀行に合併し、岡山県における地方銀行としての二十二銀行は消滅した。

## 沿革
- 1877年（明治10年）
  - 9月1日 - 創立総会挙行。
  - 10月10日 - 開業免状下付。
  - 11月15日 - 第二十二国立銀行として開業。本店、岡山県下備前国岡山区船着町71番地。
- 1897年（明治30年）1月1日 - 株式会社二十二銀行に改組。
- 1897年（明治30年）3月10日 - 中国銀行[† 4]を合併。同行は明治28年設立の岡山市の銀行[3]
- 1901年（明治34年）7月 - 安田系列となる。
- 1903年（明治36年）12月 - 本店を岡山市西大寺町に移転。
- 1919年（大正8年）1月1日 - 本店を岡山市東中山下8番地[† 6]に移転。
- 1921年（大正10年）4月30日 - 牛窓銀行を合併。同行は岡山県牛窓村有志の積立をもとに始まり、明治10年に集整社として組織化、明治16年に株式会社化した銀行[4][5]。
- 1921年（大正10年）9月30日 - 井原銀行を合併。同行は明治17年に岡山県井原村の戸長・柳本瀧三郎らが設立した銀行[6][7][8]。
- 1923年（大正12年）11月1日 - 保善銀行（安田銀行）に合併し、消滅。

## 店舗
合併直前の1923年（大正12年）時点で、岡山県に14店舗、香川県に4店舗、広島県に3店舗の計21店舗を有していた。後身であるみずほ銀行の店舗として現存するのは岡山支店（旧本店）、倉敷支店、高松支店、福山支店、広島支店のみで、その他は既存店への統合や他行への営業譲渡により整理されている。
岡山県
岡山、味野、倉敷、玉島、笠岡、井原、牛窓、京橋、西大寺、瀬戸、香登出張所、鹿忍出張所、高屋出張所、西江原出張所
香川県
高松、丸亀、観音寺、坂出
広島県
福山、尾道、広島